# Daniel de Winchester
Pour les articles homonymes, voir Daniel.
Daniel est un ecclésiastique anglo-saxon mort en 745. Il occupe le siège de Winchester de 705 ou 706 à 744.

## Biographie
À la mort de l'évêque Hædde, en 705, le vaste diocèse de Winchester est divisé en deux : un nouveau siège est créé à Sherborne, avec autorité sur le Dorset, le Wiltshire, le Somerset et le Berkshire. Le nouvel évêque de Winchester, Daniel, ne conserve que le Hampshire, le Surrey et le Sussex. Cette dernière région est détachée de son diocèse ultérieurement avec la création d'un évêché à Selsey.
Daniel entretient une correspondance avec les grands religieux de son temps, dont quelques lettres subsistent. C'est lui qui fournit au moine et chroniqueur Bède le Vénérable la majeure partie des informations concernant le Wessex et le Sussex qui se retrouvent dans son Histoire ecclésiastique du peuple anglais. Daniel apporte également son soutien au missionnaire Boniface durant son travail d'évangélisation en Germanie.
La Chronique anglo-saxonne rapporte le pèlerinage à Rome accompli par Daniel en 721. Il est le premier évêque du Wessex connu à accomplir ce voyage. Il abdique en 744 pour raisons de santé, étant devenu aveugle, et meurt l'année suivante.